# رسالة إلى الوالي (فلم)
رسالة إلى الوالي هو فيلم كوميدي مصري تم إنتاجه عام 1998، وهو من بطولة عادل إمام ويسرا وعلاء ولي الدين وعلاء مرسي، قصة و سيناريو بسام إسماعيل وإخراج نادر جلال.

## قصة الفيلم
يذهب حرفوش بن برقوق الراكبدار (عادل إمام) برسالة إلى الوالي ليرسل إمدادات لمدينة رشيد المحاصرة من قبل الإنجليز. في الطريق يقابل حكيم روحاني يرسله إلى القاهرة في القرن العشرين ليبدأ مجموعة من المفارقات والمغامرات ويشهد تردى حال البلاد برغم انتصار رشيد. ومع تلك القفزة الزمنية التي تقارب قرنين يستكشف حرفوش العالم الحديث ويتهم بالجنون لكنه يثق في المهمة التي جاء من أجلها وهي تسليم الرسالة إلى الوالي محمد علي باشا في قلعة القاهرة.

## طاقم التمثيل
| - عادل إمام: حرفوش بن برقوق الراكبدار - يسرا: د. إيناس - مصطفى متولي: عدلي.. تاجر الأثار - علاء ولي الدين: دبور أحد المنتقلين زمنيا مع حرفوش - سعيد عبد الغني: د. هشام مدير المستشفى - فؤاد خليل: أمين زوج منال - سلوى عثمان: منال - علاء مرسي: أبو العينين أحد المنتقلين زمنيا مع حرفوش - محمد أبو داوود: محقق بأمن الدولة - نبيل الهواري: مرعشلي أحد المنتقلين زمنيا مع حرفوش | - محمد الدفراوي: الحكيم - فايق عزب: محافظ رشيد - علي قاعود - محمود العراقي: شيخ مشايخ رشيد - عادل برهام - يوسف عيد - أحمد الطماني - عبد الحميد أنيس: ضابط بريطاني - نادية يوسف | - محمود طوبار - غريب محمود: صاحب مطعم - محمد عبد الرحمن - عمر شاهين - أشرف المحلاوي - ضياء عبد الخالق - محسن ممدوح - نادية سرحان - علاء زينهم | - فؤاد فرغلي - العربي عبد الفضيل - غاده القاضي - حسين خلوصي - وجدي وليم - إبراهيم الطوخي - محمود جاكسون - خالد سرحان: راكب التاكسي |

الأطفال:
- أيمن محمد أيمن: طفل
- مي محمد أيمن: طفلة

## مشاكل قضائية
يعد الفيلم أحد الأفلام العربية القليلة التي دخلت إلى أروقة المحاكم بسبب إدعاء الدكتور نبيل فاروق أن القصة قد سرقت من كتيب كان قد اصدره في سلسلة كوكتيل 2000 تحت عنوان «المهمة» العدد رقم 16 من سلسله كوكتيل 2000. في حين كان سيناريو الفيلم مسجل بالرقابة على المصنفات الفنية لسنة ١٩٩٨ قبل نشر قصة المهمة بعامين و بالطبع فقد أثارت هذه الادعاءات خاصة لفيلم من بطولة عادل امام إلى دعاية اعتبرتها شركة الإنتاج و عادل امام فرصة مواتية للترويج للفيلم. و يعود الخلط إلى أن نسخة الفيلم الأصلية كانت مسجلة تحت اسم مؤقت هو الهروب للقدر و لذلك عندما قامت شركة الإنتاج بتغييرها فقد سجلت بتاريخ لاحق لقصة نبيل فاروق و هو ما أوحى بأن قصة الفيلم مأخوذة من قصة المهمة و تم مطابقة سيناريو و قصة رسالة إلى الوالي بالسيناريو المسجل باسم الهروب للقدر و ثبت ان قصة نبيل فاروق هي التي تم نشرها بتاريخ لاحق لتسجيل الفيلم
و قد أدى هذا الإدعاء إلى قضية في المحكمة بين كل من نبيل فاروق وكاتب الفيلم بسام إسماعيل و عقب تقدم بسام اسماعيل بالنسخة الممهورة بختم الرقابة على المصنفات و تم إثبات التاريخ تنازل الكاتب نبيل فاروق عن الدعوى و عرض الفيلم في موعده بقاعات السينما . يذكر ان كاتب الفيلم لم يظهر كثيرا في مجال الدراما التليفزيونيه أو السينمائيه بعد كتابة هذا الفيلم نظرا لعمله الأصلي كمخرج للأفلام التسجيلية و أيضا كمخرج بالتليفزيون البريطاني حيث انه أيضا كان من مؤسسي قناة ام بي سي في مطلع التسعينات بلندن و مازال يقيم بها حتى الآن.

## فريق العمل
- إخراج: نادر جلال
- مساعد مخرج: كمال الحمصاني
- تأليف و سيناريو: بسام إسماعيل
- إنتاج: واصف فايز

## روابط خارجية
- مقالات تستعمل روابط فنية بلا صلة مع ويكي بيانات